# ピラルクー
ピラルクー（学名：Arapaima gigas）は、アロワナ目アロワナ科ヘテロティス亜科に属する魚類。アラパイマ属は長年単型属とされていたが、現在では同属の種として4種が認められている
原産地での名Pirarucu の表音がそのまま標準和名となり、カナ表記される。語尾に長音を伴わせずピラルクと発音、表記される場合も多い。また、アラパイマ、パイチェとも。英名はArapaima であるが、日本と同様、原産地での呼び名のままPirarucu とも呼ばれる。

## 概要
体長3m以上になり、世界最大の淡水魚。ただしメコンオオナマズやヒマンチュラ・チャオプラヤ、海水域にも分布するオオチョウザメを最大とする研究者もいる。進化において1億年間ほとんど姿が変わっていないと考えられ、生きている化石ともいわれている。
特徴的な形態や大きさから水族館などでも人気がある。

## 形態

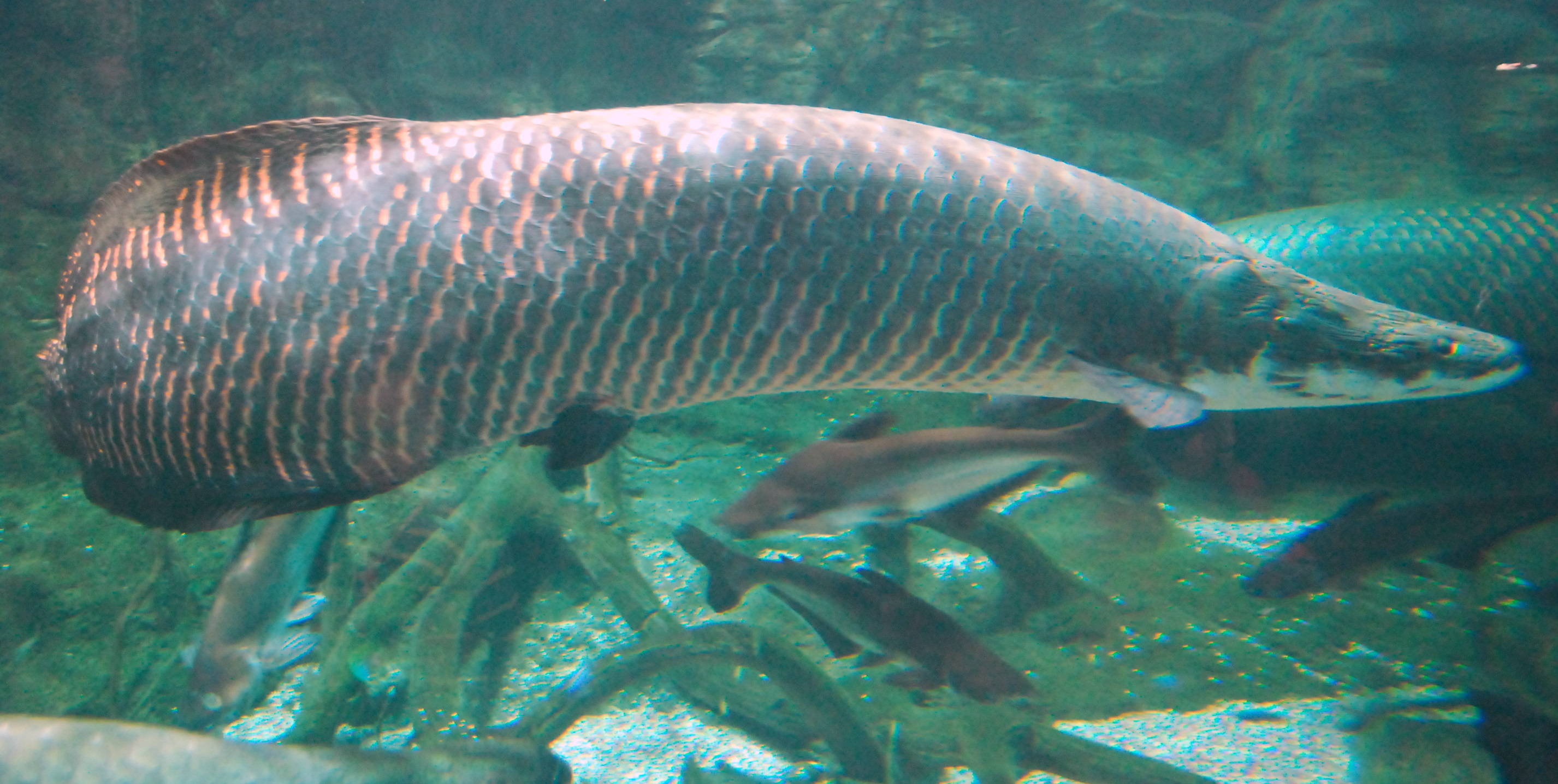
体の後半部が赤みを帯びた色となっているピラルクーの成魚

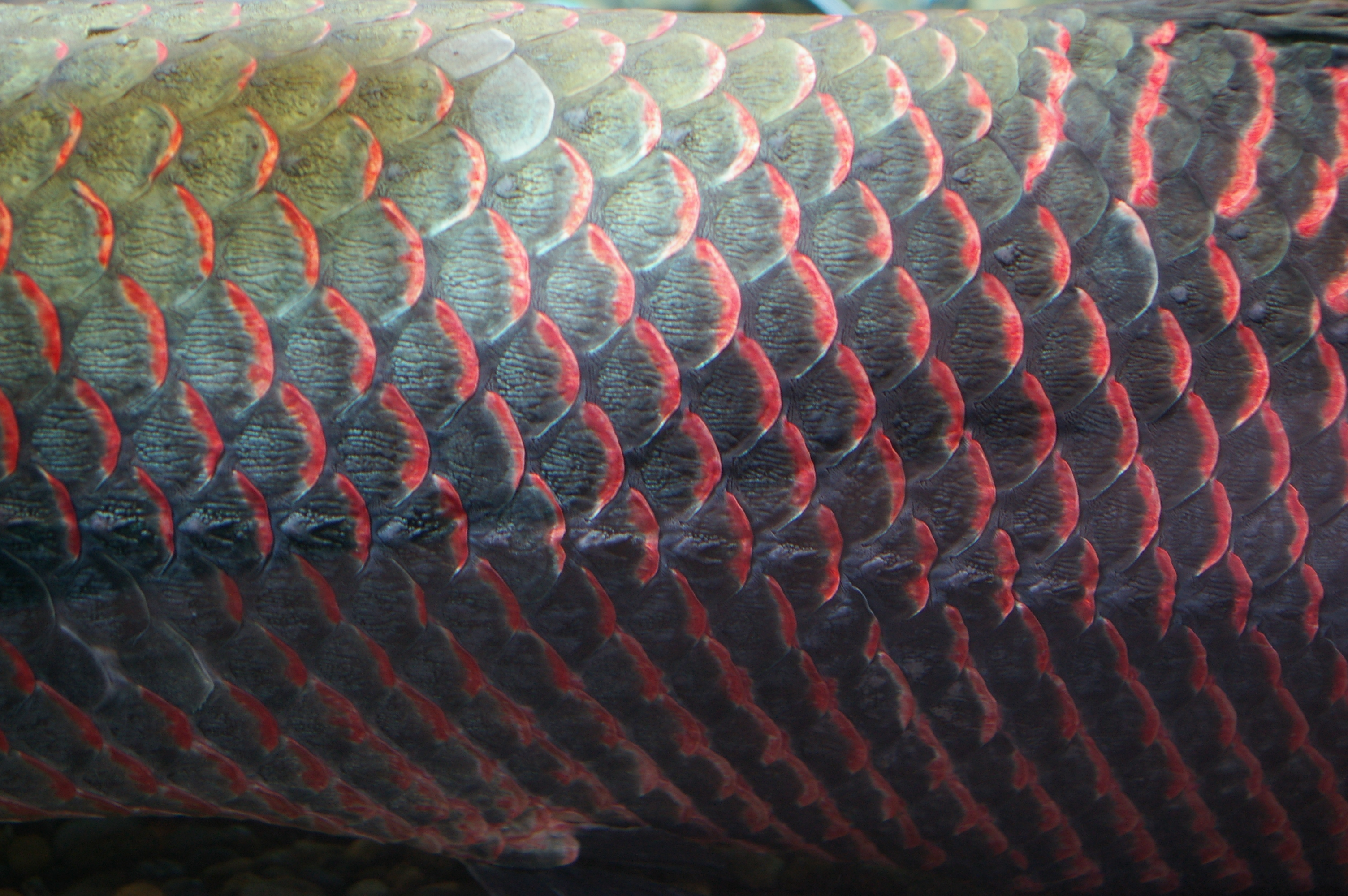
特徴の一つである大きな鱗

成魚の体長は2mから3m。最大のものは4.5mとも5.2mともいわれるが信憑性が低い。丸太のような円柱系の体形をしているが、頭部は横に、尾は縦に平たい。腹びれ、背びれ、尻びれ、尾びれは体の後半部分に集中してついている。体色は黒から銀色まで個体差があり、成魚では体の後半部分が赤くなるのが特徴である。現地名の「Pirarucu」という名前も、現地のインディオの言語であるトゥピ語で「魚」を意味する「Pira」と、その実から化粧に用いる紅い色素を採取する「Urucu」という植物の名を合わせたもので、「紅い魚」の意味である。
口は大きく、舌にはたくさんの突起がついたおろし器のような硬い骨が通っている。アロワナ科魚類の古い分類名「コツゼツ（骨舌）科」はここに由来する。また、円形のうろこも硬くザラザラしており、成魚で直径10cmほどもある。

## 生態

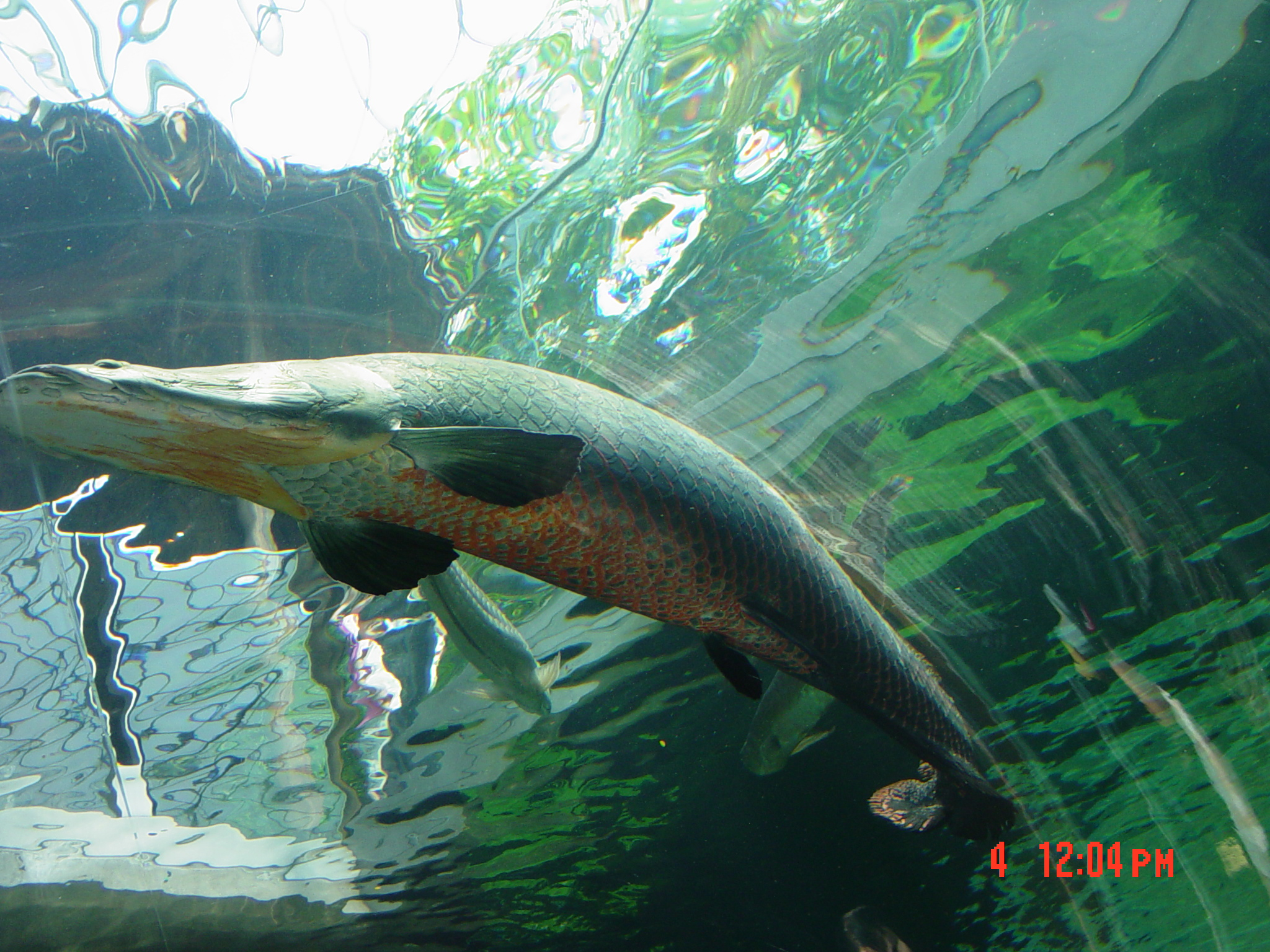
頭上を泳ぐピラルクー
（栃木県なかがわ水遊園にて、2005年8月撮影）

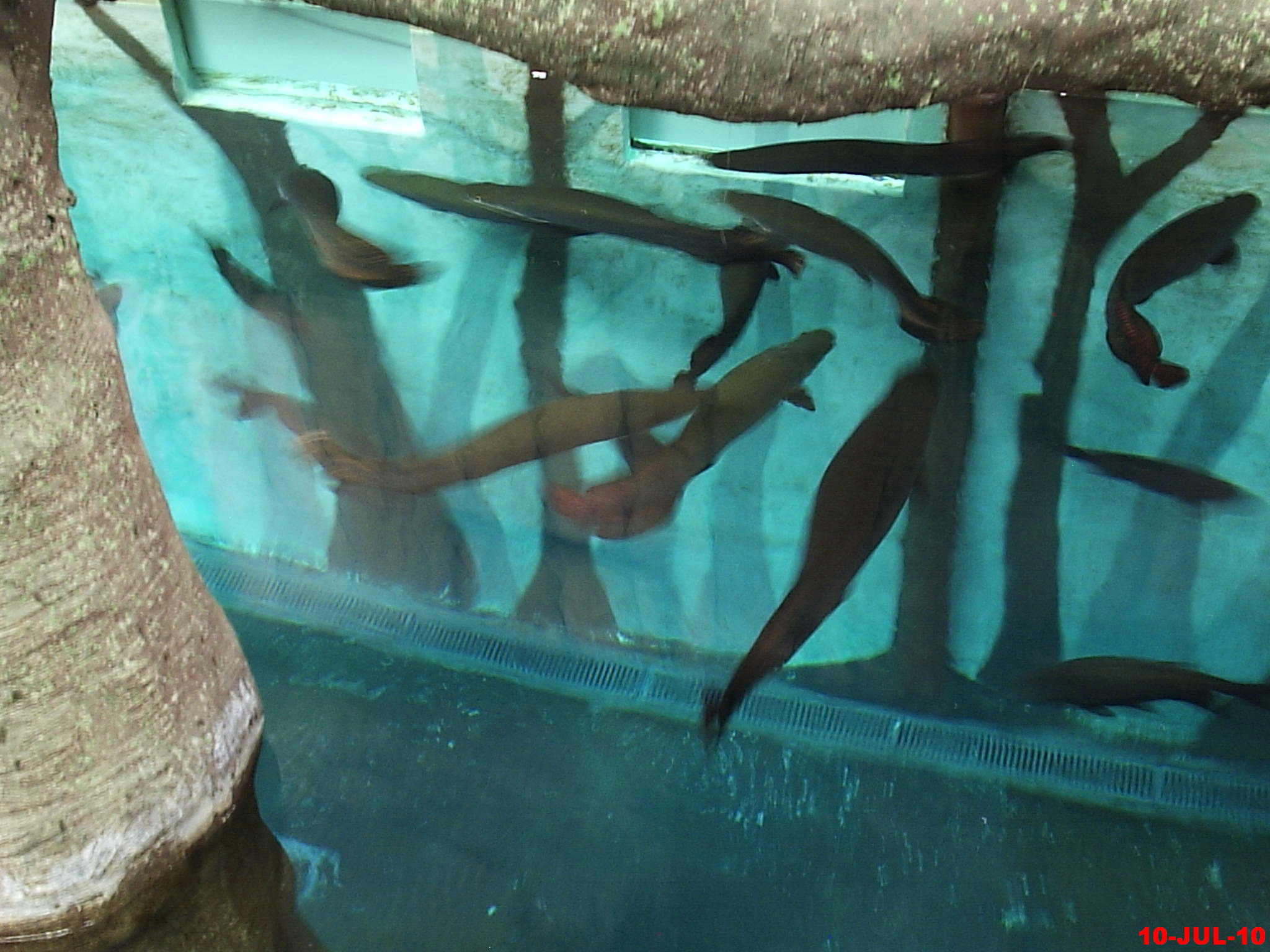
ピラルクーの稚魚の群れ
（サンパウロ水族館にて、2010年7月撮影）

南米のアマゾン川流域に分布し、沼地や川の流れのゆるい部分に生息する。タイとマレーシアの河川にもスポーツフィッシング用として移入され、生息している。食性は肉食性で、おもに小魚、エビ類を捕食する。
熱帯の淡水域では酸欠状態となりやすいが、ピラルクーはうきぶくろから肺のように空気呼吸ができ、水面に口を出して息継ぎをすることで酸素を取り入れることができる。
繁殖にあたってはオスとメスがつがいになって卵や稚魚の世話をする。稚魚はオタマジャクシのように全身が黒く、水面に群れをなして泳ぎ、親魚が下から見守る。稚魚の食欲は旺盛で、成長は早い。

## 人間との関係
生息地では重要な食用魚としてアマゾン先住民により古来から漁が行われてきた。漁は主に大きなピラルクーが息継ぎのために水面に浮上してくるところを突きん棒（銛）で突いて漁獲するもので、個体数の減少により、ワシントン条約による保護動物に指定されているが、アマゾン川流域の市場ではピラルクーの肉が食用として高価で取引されるため、伝統的な漁獲は続いている。塩漬けで保存されて祝いの席などで供されることが多いほか、大きなうろこは靴べらや爪やすりにも使われた。飼育下では15年〜20年生きる。
ピラルクーは肉食性だが、前述のように主に小魚を食べる魚食性で、人間を襲うことはない。しかし、身の危険を感じると勢いよく水面から飛び出すため、カヌーやボートに当たって転覆させる、体当たりされた人間が重軽傷を負う（最悪の場合は死亡する）などの事故が多い。

## 飼育
「アマゾン川に生息する巨大魚」として有名であることから水族館で展示する魚として人気があり、日本を含む世界各国の水族館で飼育されている。観賞魚として国内のペットショップ等で幼魚が流通していることがあるが、巨大なサイズに成長するうえ神経質で繊細な性質のため飼育は非常に難しい。一般家庭での飼育はまず無理である。
飼育下では野生の個体ほど大きく成長しないが、それでも体長2m前後に育つ。もし飼育するなら、最低でも3m以上の幅とトン単位の容量がある水槽、大型で強力な濾過装置、膨大な水量に対応できるヒーターといった機材が必要となるうえ、大量の新鮮な餌と水槽の維持管理にも多額の費用が必要になる。
驚くと激しく暴れる、捕食時に大きな音を出すなど、同居魚に大きなストレスを与えるので、混泳にも向かない。